# Albertus Geldermans
Albertus « Ab » Geldermans (né le 17 mars 1935 à Beverwijk et mort le 20 avril 2025) est un coureur cycliste et directeur sportif néerlandais.

## Biographie
Professionnel de 1959 à 1966, il dispute sept Tours de France. Lors de l'édition 1962, il porte le maillot jaune pendant deux jours et termine cinquième du classement général, remporté par son leader Jacques Anquetil. Il remporte Liège-Bastogne-Liège et le Tour d'Allemagne en 1960 et est sacré champion des Pays-Bas en 1962. Après sa carrière de coureur, il devient directeur sportif de l'équipe cycliste nationale néerlandaise et mène Jan Janssen à la victoire sur le Tour de France 1968.

## Palmarès sur route

### Palmarès amateur
- 1957
  - Ronde van Zuid-Holland
  - Tour de l'IJsselmeer
  - 2e de la Course des chats
- 1958
  - 8ea étape du Tour de Pologne (contre-la-montre)
- 1959
  - 2e du Ronde van Midden-Zeeland

### Palmarès professionnel
- 1959
  - 6e du championnat du monde sur route
- 1960
  - Week-end ardennais
  - Tour d'Allemagne :
    - Classement général
    - 2e étape

  - Liège-Bastogne-Liège
  - 1reb étape des Trois Jours d'Anvers (contre-la-montre par équipes)
  - 2e du championnat des Pays-Bas sur route
- 1961
  - 3e étape de Paris-Nice (contre-la-montre par équipes)
  - Menton-Gênes-Rome :
    - Classement général
    - 1re et 4eb (contre-la-montre) étapes

  - Quatre Jours de Dunkerque :
    - Classement général
    - 1reb étape (contre-la-montre par équipes)

  - 10e étape du Tour des Pays-Bas
  - 2e du Grand Prix du Parisien
  - 5e de Paris-Roubaix
  - 6e de Paris-Nice
- 1962
  -  Champion des Pays-Bas sur route
  -  Champion des Pays-Bas du contre-la-montre
  - 5e (contre-la-montre par équipes) et 10e étapes du Tour d'Espagne
  - 4e étape du Tour de l'Aude
  - 2e du Tour de l'Aude
  - 5e du Tour de France
  - 10e du Tour d'Espagne
- 1963
  - 4eb étape du Grand Prix du Midi libre
  - Manche-Océan (contre-la-montre)
  - 3e du Grand Prix du Parisien
- 1964
  - Grand Prix du Parisien (avec Rudi Altig et Arie den Hartog)
- 1965
  - 7e étape du Tour d'Andalousie
- 1966
  - 5e étape de Paris-Nice

### Résultats sur les grands tours

#### Tour de France
7 participations 
- 1960 : 12e
- 1961 : abandon (6e étape)
- 1962 : 5e,  maillot jaune pendant 2 jours
- 1963 : 24e
- 1964 : 38e
- 1965 : abandon (10e étape)
- 1966 : 69e

#### Tour d'Italie
1 participation
- 1964 : 37e

#### Tour d'Espagne
2 participations 
- 1958 : 40e
- 1962 : 10e, vainqueur des 5e (contre-la-montre par équipes) et 10e étapes

## Palmarès sur piste

### Championnats du monde
- Rocourt 1957
  -  Médaillé de bronze de la poursuite amateurs

### Championnats des Pays-Bas
- 1958
  - 2e de la poursuite

## Distinctions
- Cycliste néerlandais de l'année : 1960